# علي جري
علي جري من مواليد قسنطينة عاصمة الشرق الجزائري .صحفي جزائري ، عمل لسنوات كمدير عام لجريدة الخبر الجزائرية من 1993 -2007 .
يعمل حاليا مديرا لقناة الجزائرية